# Centralny Zakład Gazowy Nr 1
Centralny Zakład Gazowy Nr 1 – centralny zakład służby uzbrojenia Wojska Polskiego.

## Historia zakładu
Zakład był przeznaczony do magazynowania, konserwowania, remontu oraz ewentualnie wytwarzania masek przeciwgazowych oraz materiałów ochrony przeciwgazowej oraz dokonywanie ich rozdziału. Kierownik zakładu posiadał, w stosunku do podległego sobie personelu zakładu, prawa dyscyplinarne dowódcy batalionu. Zakłady mieściły się w Zegrzu, w forcie „Ordona” i podlegały Dowództwu Okręgu Korpusu Nr I.
W październiku 1925, w związku z wprowadzeniem nowej organizacji służby uzbrojenia, niżej wymienieni oficerowie zostali przeniesieni do Kadry oficerów korpusu artylerii z pozostawieniem na stanowiskach w Zakładzie Przeciwgazowym:
- mjr inż. Wiktor Pfaffenhausen – kierownika zakładu,
- kpt. Jan Erazm Fonberg – oficera warsztatu sprzętu gazowego,
- por. Władysław Zdanowicz[a] – oficera warsztatu sprzętu gazowego,
- por. Stanisław Głośnicki – kierownika magazynu sprzętu gazowego[8].

W maju 1926 w zakładzie pełnił służbę 3 oficerów i 39 szeregowców plutonu robotniczo-wartowniczego. Uzbrojenie stanowiły 44 karabiny i 19 szabel. Zakład posiadał 8 koni. W zakładzie zatrudnionych było 170 robotników, w tym kobiety. W wypadku mobilizacji część robotników na podstawie kart mobilizacyjnych miała odejść do oddziałów mobilizowanych. Część posiadała przydział do zakładu jako personel niezbędny przy aktywacji węgla. Żołnierze i pracownicy zakładu nie wzięli udziału w przewrocie majowym.
Zakład był zasilany przez własną elektrownię. W 1928 było w niej zatrudnionych 2 maszynistów, 2 elektromechaników, 5 palaczy i 1 robotnik.
W 1928 zakład został zlikwidowany. Pozostawiono warsztat naprawy sprzętu przeciwgazowego, którego kierownikiem został kpt. uzbr. Julian Szutkowski. W listopadzie tego roku pozostali oficerowie (kpt. Marian Antoni Piestrzak, kpt. Stanisław Głośnicki, por. uzbr. inż. Antoni I Bogusławski i por. Władysław IV Karpiński) zostali przeniesieni do innych zakładów służby uzbrojenia. Wcześniej (w kwietniu) z zakładu zostali przeniesieni porucznicy: Stanisław Hurtych i Władysław Zdanowicz.

## Kierownicy zakładów
- mjr uzbr. inż. Wiktor Pfaffenhausen[3][4][20] (do V 1926[21])
- mjr art. Władysław I Markowski (10 VI 1926[9][22] – I 1928[23])